# Tema da Anatólia
O Tema Anatólico (em grego: Άνατολικόν [θέμα]; romaniz.: Anatolikon [thema]), também conhecido como Tema dos Anatólicos (θέμα Άνατολικῶν; thema Anatolikōn), foi um tema (província militar-civil) do Império Bizantino, na região central da Ásia Menor (atual Turquia). Abrigou o exército bizantino do Oriente remanescente após os revezes provocados pela expansão islâmica, vindo a tornar-se, a partir da separação do Tema Opsiciano c. 750, o mais importante tema imperial. Foi sede de importantes generais como o futuro imperador Leão III, o Isauro (r. 717–741) e Vardanes, o Turco , bem como serviu de abrigo para Constantino V Coprônimo (r. 741–775). Existiu até o século XI, quando é conquistado pelos invasores turcos seljúcidas.

## História
A data exata da criação do tema é desconhecida. Juntamente com outros temas mais antigos, foi criado em algum momento após a década de 640 como uma área de acampamento militar para o que restava do exército bizantino, dizimado pelas conquistas árabes. O Tema Anatólico recebeu o seu nome do exército da Diocese do Oriente (em grego: Άνατολῆ; romaniz.: Anatolē) devido à sua localização a leste. A menção mais antiga ao tema é de 669, mas o nome de Exército Oriental (Exercitus Orientalis) só surge nas fontes históricas em 687.
Diretamente voltado para as forças do Califado durante o primeiro século da sua existência, e beneficiando seu apoio aos imperadores isauros, o Tema Anatólico era o mais poderoso e mais prestigiado dos temas (ver abaixo). O seu poder era enorme, todavia também significava que era uma eventual ameaça para o imperador: a primeira revolta regista-se em 681 e em 714 o seu comandante, Leão, o Isauro, conseguiu estabelecer-se como imperador (Leão III). Outro estratego, Vardanes, o Turco, rebelou-se em 803. Por outro lado, em 742, o imperador Constantino V Coprônimo (r. 741–775) encontrou refúgio e apoio no Tema Anatólico contra o usurpador Artavasdo (r. 741–742). A última aparição do Tema Anatólico nas fontes históricas é em 1077, quando o estratego Nicéforo Botaniates se proclamou imperador (como Nicéforo III Botaniates). Logo depois, a região foi invadida pelos turcos seljúcidas.

## Geografia e administração
Na sua extensão "clássica", durante os séculos VIII e IX, o tema abrangia sobre as antigas regiões da Licónia, Pisídia, Isáuria, bem como a maior parte da Frígia e partes da Galácia Salutar. Inicialmente, o Tema Anatólico estendia-se até aos limites oeste e sul da Ásia Menor, mas cerca de 720 foi dividido para formar os Temas Tracesiano e Cibirreota. Segundo o imperador Teófilo (r. 829–842), as partes leste e sudeste, em frente à zona de fronteira árabe e incluindo as fortalezas que guardavam a entrada norte dos chamados Portões Cilícios, foram retirados ao tema para formar dois novos distritos fronteiriços (clisura): o da Capadócia (originalmente uma turma dos Anatólicos) e a da Selêucia.. O imperador Leão VI, o Sábio (r. 886–912) entregou a região oeste do lago Tuz (os bandos de Eudócia, Santo Agapeto e Afrazeia) à Capadócia.

Os temas bizantinos da Ásia Menor cerca de 842, mostrando a fragmentação dos grandes temas em circunscrições menores

A capital do tema foi Amório, na Frígia, pelo menos até ser saqueada pelos árabes em 838. Depois disso, provavelmente a capital foi transferida para a fortaleza vizinha de Políboto, na atual província turca de Afyonkarahisar. As estruturas urbanas da Antiguidade Tardia sofreram consideravelmente com os ataques árabes e com o declínio da urbanização, mas muitas das cidades do interior do tema, na Frígia e na Pisídia, sobreviveram numa forma reduzida. As cidades orientais da região da Capadócia (antiga província da Capadócia Secunda), que faziam fronteira com o califado, foram praticamente destruídas, o mesmo acontecendo com Antioquia da Pisídia.
Segundo os geógrafos árabes Cudama ibne Jafar e ibne Alfaci, o Tema Anatólico, "a maior das províncias dos romanos", tinha 15 000 soldados e 34 fortalezas no século IX. O tema e o seu governador e estratego, mencionados pela primeira vez em 690, ocupavam o lugar mais alto da hierarquia entre os temas e os seus governadores. O estratego dos Anatólicos era um dos poucos cargos que estavam especialmente interditos aos eunucos da corte imperial. Os detentores do cargo recebiam um salário anual de 40 libras de ouro e eram detentores dos títulos de antípato e protoespatário, os mais elevados entre os patrícios. Além disso, foram os únicos que foram nomeados monoestratego (literalmente: "único general"), ou seja, comandante supremo de todos os temas asiáticos.